# Flavoxato
Il flavoxato è un principio attivo a carattere anticolinergico.

## Indicazioni
Si utilizza in caso di problemi riguardanti le vie urinarie.

## Controindicazioni
Pericolo di insorgenza di emorragie interne, per cui per soggetti con fragilità riscontrata alle vene occorre prudenza.

## Effetti collaterali
Nausea, febbre, dolore addominale.